# 1959 no desporto

## Eventos

### Automobilismo
- 12 de dezembro - Jack Brabham é campeão Mundial de Fórmula 1 pela primeira vez, e é também o primeiro título da Austrália na categoria.[1]

### Basquete
- 31 de janeiro - O Brasil vence o Chile por 73 a 49 e torna-se campeão mundial de basquete.[2]

### Futebol
- 29 de março - O Bahia vence o Santos de Pelé por 3-1 no Maracanã, e torna-se o primeiro campeão brasileiro de 1959, e o primeiro clube brasileiro na Taça Libertadores da América de 1960.[3][4]
- 3 de junho - O Real Madrid vence o Stade de Reims por 2 a 0 e torna-se campeão da Liga dos Campeões da Europa.[5]
- 5 de setembro - A Argentina empata em 1 a 1 com o Brasil, e fica com a medalha de ouro no futebol nos Jogos Pan-Americanos, realizado em Chicago. O Brasil é prata.[6]

## Nascimentos
| Data            | Nome                      | Profissão                      | Nacionalidade             | Observações | Ref    |
| --------------- | ------------------------- | ------------------------------ | ------------------------- | ----------- | ------ |
| 9 de janeiro    | Mark Martin               | piloto de automobilismo        | Estados Unidos            |             |        |
| 18 de janeiro   | Dagmar Lurz               | patinadora artística           | Alemanha                  |             |        |
| 21 de janeiro   | Alex McLeish              | jogador e treinador de futebol | Escócia                   |             |        |
| 24 de janeiro   | Michel Preud'homme        | jogador e treinador de futebol | Bélgica                   |             |        |
| 9 de fevereiro  | Cléo Hickman              | futebolista                    | Brasil                    |             | [ 7 ]  |
| 10 de fevereiro | Fernando Chalana          | futebolista                    | Portugal                  |             |        |
| 11 de fevereiro | Roberto Pupo Moreno       | piloto de automobilismo        | Brasil                    |             |        |
| 16 de fevereiro | John McEnroe              | tenista                        | Estados Unidos            |             |        |
| 19 de fevereiro | Anatoliy Demyanenko       | futebolista                    | União Soviética / Ucrânia |             |        |
| 20 de fevereiro | Scott Brayton             | automoiblista                  | Estados Unidos            | m. 1996     | [ 8 ]  |
| 17 de março     | Danny Ainge               | basquetebolista                | Estados Unidos            |             |        |
| 2 de abril      | Brian Goodell             | nadador                        | Estados Unidos            |             |        |
| 2 de abril      | Gelindo Bordin            | maratonista                    | Itália                    |             |        |
| 6 de abril      | Pietro Vierchowod         | futebolista                    | Itália                    |             |        |
| 22 de abril     | Juha Kankkunen            | piloto de automobilismo        | Finlândia                 |             |        |
| 31 de maio      | Andrea De Cesaris         | piloto de automobilismo        | Itália                    | m. 2014     | [ 9 ]  |
| 31 de maio      | Aurora Cunha              | atleta, fundista               | Portugal                  |             |        |
| 1 de junho      | Martin Brundle            | piloto de automobilismo        | Inglaterra                |             |        |
| 10 de junho     | Carlo Ancelotti           | jogador e treinador de futebol | Itália                    |             |        |
| 12 de junho     | Juan Antonio San Epifanio | basquetebolista                | Espanha                   |             |        |
| 17 de junho     | Ulrike Richter            | nadadora                       | Alemanha Oriental         |             |        |
| 25 de junho     | Lutz Dombrowski           | atleta, saltador em distância  | Alemanha Oriental         |             |        |
| 3 de julho      | Stoyan Deltchev           | ginasta                        | Bulgária                  |             |        |
| 7 de julho      | Alessandro Nannini        | piloto de automobilismo        | Itália                    |             |        |
| 22 de julho     | Peter Carruthers          | patinador artístico            | Estados Unidos            |             |        |
| 30 de julho     | Petra Felke               | atleta, lançadora de dardo     | Alemanha Oriental         |             |        |
| 8 de agosto     | Rubén Paz                 | futebolista                    | Uruguai                   |             |        |
| 13 de agosto    | Thomas Ravelli            | futebolista                    | Suécia                    |             |        |
| 14 de agosto    | Magic Johnson             | basquetebolista                | Estados Unidos            |             |        |
| 23 de agosto    | Peter Oppegard            | patinador artístico            | Estados Unidos            |             |        |
| 25 de agosto    | Bernardinho               | jogador e técnico de voleibol  | Brasil                    |             |        |
| 27 de agosto    | Emi Watanabe              | patinadora artística no gelo   | Japão                     |             |        |
| 27 de agosto    | Gerhard Berger            | automobilista                  | Áustria                   |             |        |
| 27 de agosto    | Zdzisław Hoffmann         | atleta, triplo saltador        | Polónia                   |             |        |
| 29 de agosto    | Ramón Díaz                | jogador e treinador de futebol | Argentina                 |             |        |
| 22 de setembro  | Tai Babilonia             | patinadora artística           | Estados Unidos            |             |        |
| 23 de setembro  | Hortência Marcari         | basquetebolista                | Brasil                    |             |        |
| 1 de outubro    | Rogério Gonçalves         | treinador de futebol           | Portugal                  |             |        |
| 11 de outubro   | Wayne Gardner             | motociclista                   | Austrália                 |             |        |
| 27 de outubro   | Brian Pockar              | patinador artístico            | Canadá                    | m. 1992     | [ 10 ] |
| 2 de novembro   | Saïd Aouita               | atleta, meio-fundista          | Marrocos                  |             |        |
| 16 de novembro  | Bert Cameron              | atleta, velocista              | Jamaica                   |             |        |
| 22 de novembro  | Oleg Vasiliev             | patinador artístico            | União Soviética / Rússia  |             |        |
| 26 de novembro  | Ronaldo                   | ex-futebolista                 | Brasil                    |             |        |
| 28 de novembro  | Stephen Roche             | ciclista                       | Irlanda                   |             |        |
| 4 de dezembro   | Paul McGrath              | futebolista                    | Irlanda                   |             |        |
| 18 de dezembro  | Ricardo Silva             | jogador e treinador de futebol | Brasil                    |             |        |
| 21 de dezembro  | Florence Griffith-Joyner  | atleta, velocista              | Estados Unidos            | m. 1998     | [ 11 ] |
| 22 de dezembro  | Bernd Schuster            | jogador e treinador de futebol | Alemanha                  |             |        |

## Mortes
| Data          | Nome              | Profissão               | Nacionalidade  | Observações | Ref    |
| ------------- | ----------------- | ----------------------- | -------------- | ----------- | ------ |
| 22 de janeiro | Mike Hawthorn     | piloto de automobilismo | Inglaterra     | n. 1929     | [ 12 ] |
| 4 de março    | Maxey Long        | atleta                  | Estados Unidos | n. 1878     |        |
| 18 de outubro | Boughèra El Ouafi | atleta                  | Argélia        | n. 1898     |        |
| 8 de novembro | Heleno de Freitas | futebolista             | Brasil         | n. 1920     | [ 13 ] |